# اوبرندورف بای سالزبورگ
اوبرندورف بای سالزبورگ (به آلمانی: Oberndorf bei Salzburg) یک شهر در اتریش است که در ناحیه زالتسبورگ-اومگه‌بونگ واقع شده‌است. اوبرندورف بای سالزبورگ ۴٫۵۵ کیلومتر مربع مساحت دارد ۴۰۱ متر بالاتر از سطح دریا واقع شده‌است.